# Káranice
Káranice (en allemand : Karanitz) est une commune du district de Hradec Králové, dans la région de Hradec Králové, en République tchèque. Sa population s'élevait à 202 habitants en 2022.

## Géographie
Káranice se trouve à 7 km à l'est de Chlumec nad Cidlinou, à 21 km à l'ouest-sud-ouest de Hradec Králové et à 81 km à l'est-nord-est de Prague.
La commune est limitée par Kosičky au nord, par Obědovice à l'est, par Chýšť au sud et par Chudeřice à l'ouest.

## Histoire
La première mention écrite de la localité date de 1429.

## Galerie

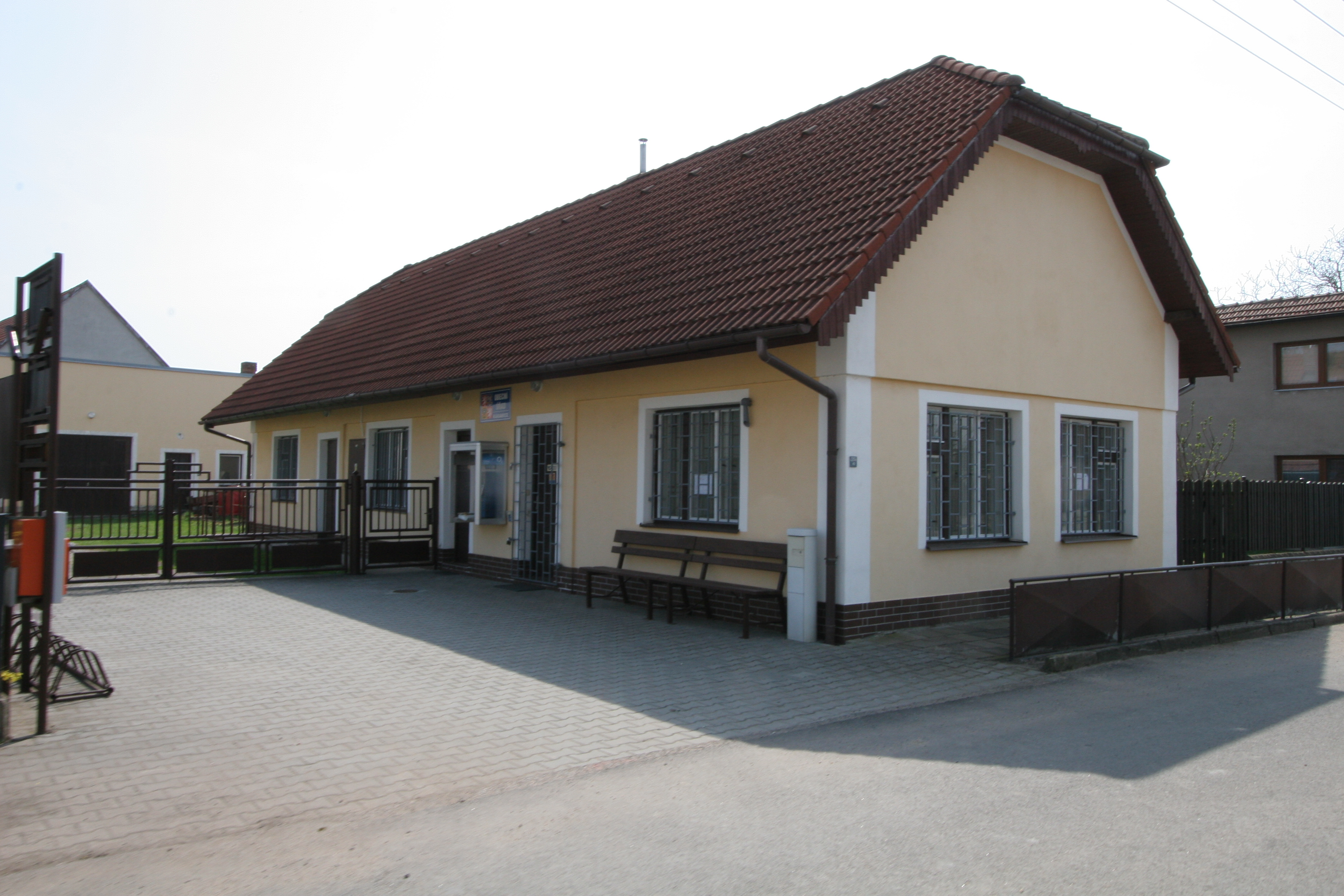
Káranice : la mairie.
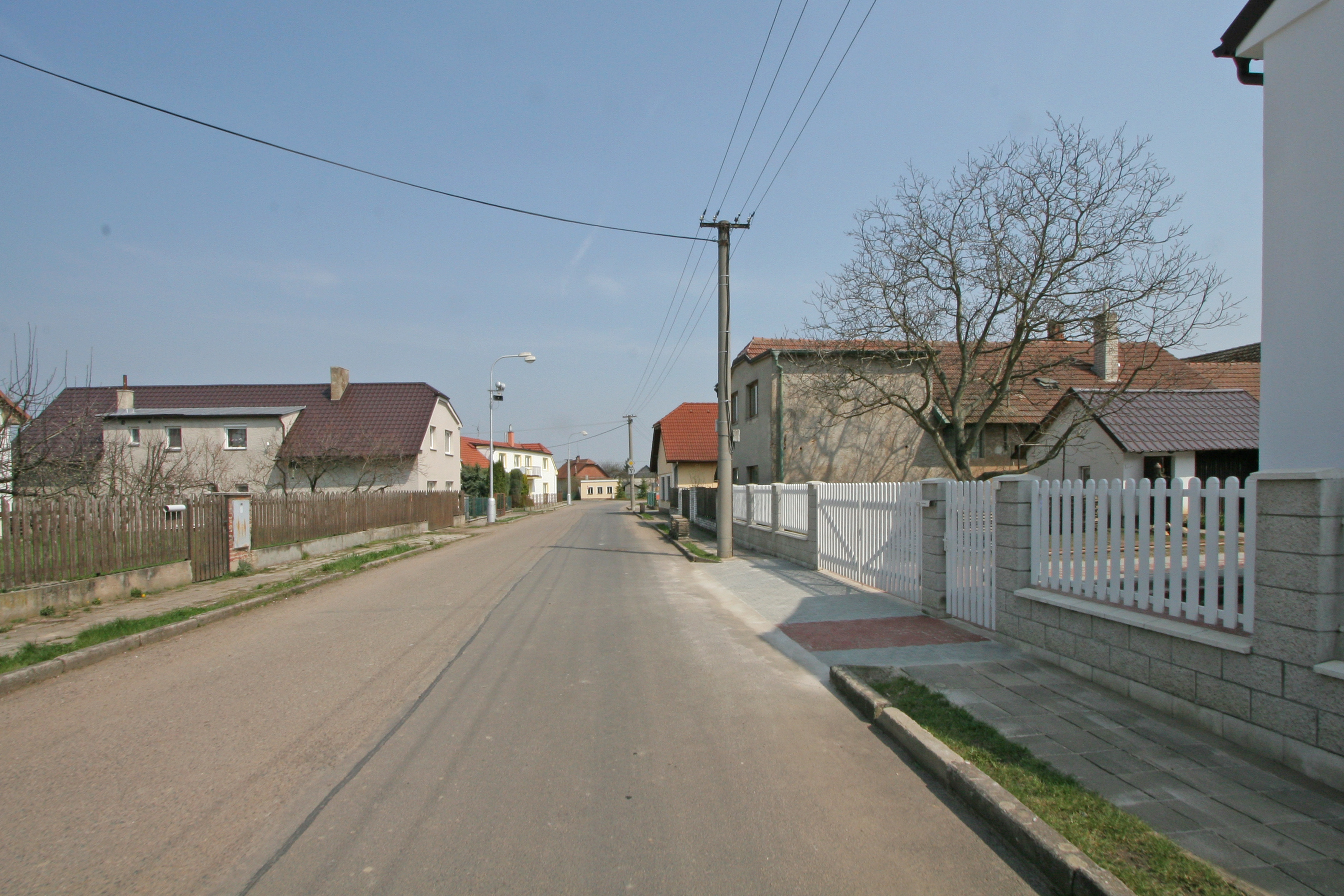
Rue de Káranice.

## Transports
Par la route, Káranice se trouve à 8 km de Chlumec nad Cidlinou, à 24 km de Hradec Králové et à 95 km de Prague. 